# شارین
شارین روستای در بخش اسفرورین در شهرستان تاکستان، استان قزوین، ایران است. شارین در شمال شرقی بخش اسفرورین قرار دارد.
محصولات این روستا شامل گندم، جو، انگور، تخمه آفتابگردان و انواع مرکبات و صیفی جات می‌باشد..
این روستا در دهستان اک قرار داشته و براساس سرشماری سال ۱۳۹۰جمعیت آن ۱۳۳۵(۱۶۵خانوار) بوده‌است.

## آرامگاه
در روستای شارین یک آرامگاه به نام آقا سید علی شارینی وجود دارد. این آرامگاه سالانه پذیرای زائران زیادی از استان قزوین و شهرهای اطراف می‌باشد.
آقاسید علی شارینی در استان قزوین شهرستان تاکستان روستای شارین واقع شده است.

## تپه تاریخی
در این روستا تپه‌ای تاریخی وجود دارد که پیشینه آن را به بیش از ۹۰۰ سال پیش نسبت داده‌اند و اهالی منطقه از این تپه تاریخی با نام «شارین تپه» یاد می‌کنند. به علت حفاری‌های بسیار در این تپه تاریخی توسط ارگان‌های ذی‌ربط اداره و کنترل می‌گردد.
روستای شارین در زمان های قبل مجاور این تپه قرار داشت.

## روستاهای همجوار
همسایگان این روستا عبارتند از: محمودآباد، ولازجرد، اک، اسفرورین و مندر آباد و جوهرین می‌باشد

## معنای شارین
شارین به معنای شهرنشین و متمدن و مرکب از شار به معنای شهر + ین (پسوند نسبت) می‌باشد.